# 扇尾鳥屬
扇尾鳥（學名：Shanweiniao）是生活在白堊紀早期中國已滅絕的反鳥類下的一属。其下只有一個物種，为庫氏扇尾鳥。其化石只有一個正模及副模标本，現正存放在大連自然博物館。扇尾鸟是在遼寧凌源市熱河群的大王杖子層中發現的。
扇尾鳥是長翼鳥、長嘴鳥及抓握鳥的近親，共同构成一個長喙反鸟类的分支。扇尾鳥是唯一能像現今鳥類用尾巴產生上升力的反鳥類物种。
庫氏扇尾鳥是為紀念贊助中國研究中新世鳥類的庫氏一家。